# Bridelia rhomboidalis
Bridelia rhomboidalis är en emblikaväxtart som beskrevs av Henri Ernest Baillon. Bridelia rhomboidalis ingår i släktet Bridelia och familjen emblikaväxter.
Artens utbredningsområde är Madagaskar. Inga underarter finns listade i Catalogue of Life.